# Germán Gastón Díaz
Germán Gastón Díaz (18 de junio de 1996; Villa Mercedes, San Luis, Argentina) es un futbolista argentino que juega como mediocampista ofensivo en Racing de Córdoba, de la Primera Nacional.

## Trayectoria

### Inicios
Germán Díaz dio sus primeros pasos en el mundo del fútbol en las divisiones juveniles de Defensa y Justicia. Al quedar libre en 2018, decidió continuar su desarrollo futbolístico uniéndose a Berazategui de la Primera C, donde buscó consolidarse como profesional.

### Berazategui
Durante su tiempo en Berazategui, Díaz solo contribuyó al equipo con 6 goles en 25 partidos.

### Deportivo Armenio
Para la  temporada 2019-20 de la Primera B Metropolitana, Germán Díaz se unió a Deportivo Armenio, debutando en su nuevo club el 4 de agosto de 2019, en la derrota 1 a 0 frente a Defensores Unidos por la primera fecha del torneo de ascenso.

### Villa Dálmine
En 2021, Germán Díaz se unió a Villa Dálmine para participar en el Campeonato de Primera Nacional 2021. Hizo su debut con el equipo el 13 de marzo de dicho año, en el empate 0 a 0 frente a Independiente Rivadavia por la primera fecha del torneo. Marcó su primer y único gol con el viola el 6 de noviembre, en el empate 1 a 1 frente a Instituto de Córdoba por la fecha 33 de la Primera Nacional.
Con el conjunto de Campana, Díaz jugó 32 partidos, hizo 1 gol y repartió 4 asistencias.

### Mitre de Santiago del Estero
A partir de 2022, Díaz comenzó una nueva etapa en su carrera al incorporarse a Mitre de Santiago del Estero. Hizo su debut con el equipo el 12 de febrero de 2021, en la derrota 2 a 1 frente a Almagro por la fecha 1 del Campeonato de Primera Nacional 2022. Su primer gol con Mitre lo hizo el 19 de marzo, en el empate 1 a 1 frente a Ferro Carril Oeste por la fecha 6 del torneo.

## Estadísticas

### Clubes
Actualizado hasta su último partido disputado el 23 de marzo de 2025.
| Club                        | Div.          | Temporada     | Liga  | Liga  | Liga   | Copas nacionales | Copas nacionales | Copas nacionales | Torneos internacionales | Torneos internacionales | Torneos internacionales | Total | Total | Total  |
| Club                        | Div.          | Temporada     | Part. | Goles | Asist. | Part.            | Goles            | Asist.           | Part.                   | Goles                   | Asist.                  | Part. | Goles | Asist. |
| --------------------------- | ------------- | ------------- | ----- | ----- | ------ | ---------------- | ---------------- | ---------------- | ----------------------- | ----------------------- | ----------------------- | ----- | ----- | ------ |
| A. D. Berazategui Argentina | 4.ª           | 2018-19       | 25    | 6     | 0      | —                | —                | —                | —                       | —                       | —                       | 25    | 6     | 0      |
| A. D. Berazategui Argentina | Total club    | Total club    | 25    | 6     | 0      | 0                | 0                | 0                | 0                       | 0                       | 0                       | 25    | 6     | 0      |
| Deportivo Armenio Argentina | 3.ª           | 2019-20       | 15    | 0     | 0      | —                | —                | —                | —                       | —                       | —                       | 15    | 0     | 0      |
| Deportivo Armenio Argentina | Total club    | Total club    | 15    | 0     | 0      | 0                | 0                | 0                | 0                       | 0                       | 0                       | 15    | 0     | 0      |
| Villa Dálmine Argentina     | 2.ª           | 2021          | 32    | 1     | 4      | —                | —                | —                | —                       | —                       | —                       | 32    | 1     | 4      |
| Villa Dálmine Argentina     | Total club    | Total club    | 32    | 1     | 4      | 0                | 0                | 0                | 0                       | 0                       | 0                       | 32    | 1     | 4      |
| C. A. Mitre (SdE) Argentina | 2.ª           | 2022          | 23    | 2     | 1      | —                | —                | —                | —                       | —                       | —                       | 23    | 2     | 1      |
| C. A. Mitre (SdE) Argentina | 2.ª           | 2023          | 33    | 3     | 8      | —                | —                | —                | —                       | —                       | —                       | 33    | 3     | 8      |
| C. A. Mitre (SdE) Argentina | 2.ª           | 2024          | 4     | 0     | 0      | 1                | 0                | 0                | —                       | —                       | —                       | 5     | 0     | 0      |
| C. A. Mitre (SdE) Argentina | Total club    | Total club    | 60    | 5     | 9      | 1                | 0                | 0                | 0                       | 0                       | 0                       | 61    | 5     | 9      |
| Racing de Córdoba Argentina | 2.ª           | 2024          | 9     | 1     | 1      | —                | —                | —                | —                       | —                       | —                       | 9     | 1     | 1      |
| Racing de Córdoba Argentina | 2.ª           | 2025          | 6     | 0     | 2      | 1                | 0                | 0                | —                       | —                       | —                       | 7     | 0     | 2      |
| Racing de Córdoba Argentina | Total club    | Total club    | 15    | 1     | 3      | 1                | 0                | 0                | 0                       | 0                       | 0                       | 16    | 1     | 3      |
| Total carrera               | Total carrera | Total carrera | 147   | 13    | 16     | 2                | 0                | 0                | 0                       | 0                       | 0                       | 149   | 13    | 16     |
| 1. 2.                       |               |               |       |       |        |                  |                  |                  |                         |                         |                         |       |       |        |